# 夜をぶっとばせリクエストで45分
『夜をぶっとばせリクエストで45分』（よるを-）は、ラジオ福島で放送されていた深夜のラジオ番組である。通称:「夜ぶつ」

## 概要
1972年6月に『ミュージックパートナー』の後番組として放送開始。番組形式はリスナーリクエストによる音楽番組である。番組開始当初は曜日毎にリクエストジャンルが決められていた（月曜 ポピュラー、火曜 歌謡曲、水曜 映画音楽、木曜 懐メロ、金曜 詩と音楽、土曜 プレゼントリクエスト）がその後自由にリクエストできるようになった。1982年4月に『ミュージックストリート夜はこれから』に移行する形で番組終了。
テーマ曲はベルト・ケンプフェルト楽団「マルタ島の砂」。
2008年4月に開局55周年記念番組『復活!夜をぶっとばせ』（ふっかつ-）として復活放送した。
2010年以降も放送時間を延長した上で、『夜をぶっとばせリクエストで120分』として放送をしている。タイトルは120分となっているが、ナイターオフシーズンの実際の放送時間は110分である（20:50からニッポン放送制作の『サウンドトラベル』をネットする為）。
大震災以降は震災情報が中心となり、リクエスト曲も少なくなった。この為、2011年ナイターシーズンからは「新と美智子の夜をぶっとばせ」（あらたとみちこの-）に改題され、これまでのリクエスト番組から、福島県内で各分野で活躍する人々をゲストに迎えてトークを繰り広げたり、震災情報を伝える形式にリニューアルされた。

## 放送時間
- 月曜～土曜 24:15～25:00 (1972年～1982年)
- 月曜 19:00～20:00　(2008年・ナイターシーズン)
- 土曜 21:00～22:00　(2008年・ナイターオフシーズン)
- 月曜 19:00～21:00　(2010年以降・ナイターシーズン)
- 月曜 19:00～20:50　(2010年以降・ナイターオフシーズン)

## パーソナリティ

### 番組開始時 - 1975年
- 月曜 木曜　菅原俊二
- 火曜 金曜　村田稔
- 水曜 土曜　鈴木紀男

### 1975年4月 - 1976年3月
- 月曜　菅原俊二
- 火曜　村田稔
- 水曜　芳賀洋子
- 木曜　荒川守
- 金曜　志方隆行

### 1976年4月 -
- 月曜　荒川守
- 火曜　志方隆行（1976年9月まで）→ 細川礼子（1976年10月から）
- 水曜　菅原俊二
- 木曜　村田稔（1976年9月まで）→ 吉田あけみ（1976年10月から）
- 金曜　鈴木紀男

### 1980年当時
（）
- 月曜　渡辺良子
- 火曜　大和田新
- 水曜　緒方一英
- 木曜　荒川守
- 金曜　佐治恵子

### 1981年当時 - 1982年4月
（）
- 月曜　荒瀬英俊
- 火曜　大和田新
- 水曜　荒川守
- 木曜　中村幹男（1月16日～）[5]
- 金曜　清水みゆき

### 復活版
- 大和田新 (2008年～)
- 荒川守(2008年)
- 菅原美智子 (2010年～)

## 主なコーナー
渡辺良子の日（1980年当時）
- 何でもやってみよう
  - リスナーのリクエストに応えて、ものまねをしたり歌を歌うなどしていた[3]。

大和田新の日（1980年当時）
- 声のアドバイス
  - カップルのリスナーからの依頼を受けて、その二人の仲がスムーズにいくように手ほどきなどを行っていた[3]。

緒方一英の日（1979年 - 1980年当時）
- ギター弾き語りコーナー
- 突撃DJ
  - 生放送中に鉢巻を締めた格好で、スタジオ内外を動き回ったりの活動的なコーナー[6]。
- 緒方担当回の中で、はがきが4枚しか来なかった「4枚事件」と言われる出来事もあった[6]。

荒川守の日（1980年 - 1981年当時）
- ブラックホールコーナー
  - リスナーからの悩み相談に、他のリスナーが答えを出すというコーナー[3]。
- ラブ・アタック・ウェンズデイ[4]

その他
- お誕生日おめでとうメッセージ[4]
- 愛の伝言板[4]
  - 他多数